# Famille de mots
En lexicologie, le terme famille de mots ou famille lexicale désigne un groupe de mots qui constituent une sphère considérée comme plus ou moins grande quant à leur origine, en fonction de la vision du linguiste qui l’établit.

## Sphère de la famille lexicale
Certains linguistes limitent la famille de mots à ceux formés dans une langue donnée par dérivation à partir d’une même racine, et aux mots formés par composition de tels mots avec des mots ayant une racine différente,.
Selon d’autres auteurs, la famille lexicale comprend également des mots empruntés dont la racine est également à la base des mots formés sur le terrain de la langue considérée. Le mot emprunté peut provenir de la langue mère de la langue en cause. Par exemple, le mot latin classique caput « tête », par l’intermédiaire du latin vulgaire *capum, a évolué en français à la forme chef (mot hérité du latin), mais son étymon se retrouve dans des emprunts comme capital ou décapiter, qui appartiennent à la même famille de mots. De même, le mot latin aqua a donné eau (mot hérité du latin), et aussi aquatique, aqueux, aqueduc et aquarium (emprunts au latin), ainsi que le dérivé aquifère (avec le suffixe également latin -fère). D’autres mots de cette famille, ayant la même racine, sont empruntés non pas au latin mais à une autre langue, tels aquarelle et gouache, à l’italien. Il y a aussi des familles lexicales qui contiennent des synonymes issus de la même racine mais entrés dans la langue par des voies différentes, l’un étant hérité, l’autre emprunté. Ce sont des doublets tel, en roumain, les mots signifiant « fraternel » : frățesc (dérivé du mot hérité du latin frate « frère ») et fratern (emprunté au latin).
Il y a des linguistes qui distinguent famille lexicale morphologique et famille lexicale sémantique. La famille morphologique est formée par dérivation. En français, par exemple, la famille du mot champignon contient le verbe champignonner. La base d’une autre famille morphologique est le latin fongus « champignon » (< latin classique fungus), dont est dérivé l’adjectif fongique. Une autre famille morphologique encore est celle des termes de botanique et de médecine formés avec l’élément formant myco- (< grec μυ ́κης « champignon »). Ces trois familles pourraient être considérées comme une seule famille sémantique, étant très proches quant au sens, et même se complétant les uns les autres. Il n’y a pas d’adjectif dans la famille morphologique de champignon, ni nom de maladie, mais il y a fongique et mycose. Il n’y a pas de verbe dans les familles morphologiques des deux derniers, mais il y a champignonner. Un exemple semblable est en anglais la famille de eat « manger », qui comprend des dérivés de eat, l’emprunt au latin edible « mangeable » (< edibilis), et d’autres mots encore.
Parfois, la famille lexicale n’est pas limitée à une seule langue, mais étendue à toute une famille de langues. Dans ce sens, on considère comme faisant partie de la même famille tous les mots ayant pour base la même racine de l’hypothétique indo-européen commun. On déduit une telle racine par des méthodes de la linguistique comparée, sur la base de certaines lois phonétiques. Ainsi, le mot sanskrit parayati « mener à travers », le grec ancien peirein « passer à travers », le latin portare « porter », l’arménien hordan « avancer », le slave pariti « voler », le vieil anglais faran « aller, voyager » et tous les mots ayant ceux-ci pour base, fairaient partie de la même famille, provenant de la racine indo-européenne commune *per-, dont le sens est « mener quelque part, passer par ».
Les familles lexicales formées de mots qui remontent à un ancêtre commun, même entrés dans une langue par des chemins différents, sont appelés familles historiques. Celles de ces familles dont les membres sont sentis comme apparentés par les usagers, comme eau, aquatique, aqueux, etc., sont appelées synchroniques. Cependant, il y a des mots ayant la même base qui ne sont plus perçus comme étant en relation, par exemple salade avec sel ou panier avec pain. En anglais, un cas semblable est celui des mots borrow « emprunter » et bargain « négocier ».

## Familles de mots en quelques langues
- (en) eat « manger » ; le doublet eatable (dérivé) = edible [emprunté au latin (< edibilis)] « mangeable, comestible » ; edibility « comestibilité » ; inedible « immangeable, non comestible » ; inedibility « non comestibilité » ; eater « mangeur » ; eatery « restaurant » ; edacious « vorace » (dérivé du (la) edax), etc.[10]
- (ro) bun « bon », bunătate « bonté », bunăvoință « bonne volonté », bună-cuviință « bienséance », bunicel, bunișor (diminutifs de « bun »), îmbuna « rendre quelqu’un plus doux », îmbunare « action de rendre quelqu’un plus doux », îmbunătăți « améliorer », etc.[1]
- (hr) racine drv- (du mot drvo « arbre, bois »), drvce « petit arbre », drven « en bois », drvenjara « maison en bois », drvar « bûcheron et/ou vendeur de bois », drvarica « femme qui coupe ou qui ramasse du bois », drvarnica « remise à bois »[11].

En hongrois il y a des familles de mots relativement grandes, étant donné que non seulement la dérivation est très productive, mais la composition aussi, par rapport à une langue comme le français, par exemple. Exemple de famille comportant des mots dérivés et composés : munka « travail », munkás « ouvrier » ; munkásság « activité de travail, ensemble des ouvriers » ; megmunkál « travailler, traiter » (transitif) ; munkálkodik « s’occuper à travailler » ; munkaerő « main d’oeuvre » ; munkaterv « plan de travail » ; munkaszervezés « organisation du travail » ; vasmunkás « ouvrier en siderurgie », etc..
Dans cette langue, il peut y avoir un nombre relativement grand de mots dérivés les uns des autres, membres d’une famille à côté d’autres mots encore. Exemple à partir de la racine ad- du verbe ad « donne » : + -at → adat « donnée, information » + -ol → adatol « il/elle documente » + -hat → adatolhat « il/elle peut documenter » + -atlan → adatolhatatlan « impossible à documenter » + -ság → adatolhatatlanság « impossibilité à documenter ».

## Sources bibliographiques
- (hu) Balogh, Dezső ; Gálffy, Mózes ; J. Nagy, Mária, A mai magyar nyelv kézikönyve [« Guide du hongrois contemporain »], Bucarest, Kriterion, 1971
- (hr) Barić, Eugenija et al., Hrvatska gramatika [« Grammaire croate »], 2de édition revue, Zagreb, Školska knjiga, 1997  (ISBN 953-0-40010-1)
- (hu) Bokor, József, « Szókészlettan » [« Lexicologie »], A. Jászó, Anna (dir.), A magyar nyelv könyve [« Le livre de la langue hongroise »], 8e édition, Budapest, Trezor, 2007  (ISBN 978-963-8144-19-5), p. 164-196 (consulté le 19 mai 2018)
- (en) Bussmann, Hadumod (dir.), Dictionary of Language and Linguistics [« Dictionnaire de la langue et de la linguistique »], Londres – New York, Routledge, 1998  (ISBN 0-203-98005-0) (consulté le 19 mai 2018)
- (ro) Constantinescu-Dobridor, Gheorghe, Dicționar de termeni lingvistici [« Dictionnaire de termes linguistiques »], Bucarest, Teora, 1998; en ligne : Dexonline (DTL) (consulté le 19 mai 2018)
- (ro) Dicționare ale limbii române [« Dictionnaires de la langue roumaine »] (Dexonline) (consulté le 19 mai 2018)
- Dubois, Jean et al., Dictionnaire de linguistique, Paris, Larousse-Bordas/VUEF, 2002 (consulté le 30 mars 2023)
- (hu) Gerstner, Károly, « 16. fejezet – A magyar nyelv szókészlete » [« Chapitre 16 – Lexique de la langue hongroise »], Kiefer, Ferenc (dir.), Magyar nyelv [« La langue hongroise »], Budapest, Akadémiai Kiadó, 2006,  (ISBN 963-05-8324-0), p. 306-334 (consulté le 30 mars 2023)
- (en) Harper, Douglas, Online Etymology Dictionary [« Dictionnaire étymologique en ligne »] (Etymonline) (consulté le 19 mai 2018)
- Hathout, Nabil, Une approche topologique de la construction des mots : propositions théoriques et application à la préfixation en anti-, Des unités morphologiques au lexique, Paris, Lavoisier, 2011, p. 251-317,  (ISBN 978-2-7462-2986-0) (consulté le 19 mai 2018)
- Trésor de la langue française informatisé (TLFi) (consulté le 19 mai 2018)